# Бровольд, Туре
Туре Бровольд (норв. Tore Brovold; 12 июня 1970 года, Хамар, Норвегия) — норвежский стрелок, член национальной сборной. Серебряный призёр летних Олимпийских игр в Пекине , участник Олимпийских игр в Афинах. Специализируется в дисциплине скит.
Бровольд начал заниматься стрельбой в 1977 году, приблизительно в 7 лет, первое участие в соревнованиях принял два года спустя. В дисциплине скит выступает с 1996 года.